# Искитимский район
Искити́мский райо́н — административно-территориальная единица (район) и муниципальное образование (муниципальный район) в Новосибирской области России.
Административный центр — город Искитим (не входит в состав района).

## География
Район расположен на юго-востоке Новосибирской области, южнее г. Новосибирска. Граничит c Новосибирским, Ордынским, Сузунским, Черепановским, Маслянинским и Тогучинским районами и городским округом Бердск. Территория района по данным на 2008 год — 438,4 тыс. га, в том числе сельхозугодья — 252,1 тыс. га (57,5 % всей площади).
На северо-западе вдоль границы района расположено Новосибирское водохранилище на реке Оби, самый крупный приток Оби в пределах района — река Бердь.

## История
Сведения о первых русских поселениях на нынешней территории района относятся к XVII веку. Основным занятием населения было земледелие и скотоводство. Среди ремёсел выделились пимокатное, кожевенное, кузнечное, плотницкое, маслобойное и мукомольное производства.
Район образован 10 января 1935 года в составе Западно-Сибирского края. 28 сентября 1937 года район был включён во вновь образованную Новосибирскую область. В 1965 году в состав района вошла территория бывшего Легостаевского района.

## Население
| 2002    | 2009    | 2010    | 2011    | 2012    | 2013    | 2014    |
| ------- | ------- | ------- | ------- | ------- | ------- | ------- |
| 66 420  | ↗66 691 | ↘66 567 | ↘62 782 | ↗63 198 | ↗63 390 | ↘63 119 |
| 2015    | 2016    | 2017    | 2018    | 2019    | 2020    | 2021    |
| ↘62 494 | ↘61 649 | ↘61 040 | ↘60 394 | ↘59 836 | ↘59 207 | ↘59 007 |

### Урбанизация
В городских условиях (рабочий посёлок Линёво) проживают 30,13 % населения района.

## Муниципально-территориальное устройство
В муниципальный район входят 20 муниципальных образований, в том числе 1 городское поселение и 19 сельских поселений.
| №        | Муниципальное образование | Административный центр         | Количество населённых пунктов | Население (чел.) | Площадь (км²) |
| -------- | ------------------------- | ------------------------------ | ----------------------------- | ---------------- | ------------- |
| 1e-06    | Городское поселение:      |                                |                               |                  |               |
| 1        | рабочий посёлок Линёво    | рабочий посёлок Линёво         | 1                             | ↘17 779          | 13,92         |
| 1.000002 | Сельские поселения:       |                                |                               |                  |               |
| 2        | Бурмистровский сельсовет  | деревня Бурмистрово            | 1                             | ↘1386            | 112,66        |
| 3        | Быстровский сельсовет     | село Быстровка                 | 6                             | ↘3045            | 353,19        |
| 4        | Верх-Коёнский сельсовет   | село Верх-Коён                 | 5                             | ↘970             | 403,12        |
| 5        | Гилёвский сельсовет       | село Новолокти                 | 4                             | ↘807             | 247,01        |
| 6        | Гусельниковский сельсовет | село Гусельниково              | 3                             | ↘1656            | 393,76        |
| 7        | Евсинский сельсовет       | железнодорожная станция Евсино | 3                             | ↘5694            | 161,78        |
| 8        | Легостаевский сельсовет   | село Легостаево                | 4                             | ↘1454            | 378,16        |
| 9        | Листвянский сельсовет     | посёлок Листвянский            | 1                             | ↘2593            | 10,51         |
| 10       | Мичуринский сельсовет     | посёлок Агролес                | 4                             | ↘2487            | 34,11         |
| 11       | Морозовский сельсовет     | село Морозово                  | 2                             | ↘666             | 132,58        |
| 12       | Преображенский сельсовет  | село Преображенка              | 4                             | ↘978             | 241,49        |
| 13       | Промышленный сельсовет    | посёлок Керамкомбинат          | 1                             | ↘1788            | 1,15          |
| 14       | Совхозный сельсовет       | село Лебедёвка                 | 7                             | ↗4837            | 142,28        |
| 15       | Степной сельсовет         | посёлок Степной                | 5                             | ↘1099            | 234,69        |
| 16       | Тальменский сельсовет     | село Тальменка                 | 5                             | ↘2489            | 417,30        |
| 17       | Улыбинский сельсовет      | село Улыбино                   | 3                             | ↘2002            | 189,11        |
| 18       | Усть-Чёмский сельсовет    | село Усть-Чём                  | 3                             | ↘893             | 320,58        |
| 19       | Чернореченский сельсовет  | посёлок Чернореченский         | 6                             | ↘4285            | 264,31        |
| 20       | Шибковский сельсовет      | деревня Шибково                | 4                             | ↗1662            | 196,14        |

### Населённые пункты
В Искитимском районе 72 населённых пункта.
| №  | Населённый пункт | Тип                     | Население | Муниципальное образование |
| -- | ---------------- | ----------------------- | --------- | ------------------------- |
| 1  | Агролес          | посёлок                 | ↘1378     | Мичуринский сельсовет     |
| 2  | Александровский  | посёлок                 | ↘316      | Чернореченский сельсовет  |
| 3  | Алексеевский     | посёлок                 | ↘174      | Преображенский сельсовет  |
| 4  | Барабка          | посёлок                 | ↘294      | Тальменский сельсовет     |
| 5  | Белово           | село                    | ↘746      | Гусельниковский сельсовет |
| 6  | Бердь            | деревня                 | ↗535      | Мичуринский сельсовет     |
| 7  | Берёзовка        | посёлок                 | ↘208      | Степной сельсовет         |
| 8  | Бородавкино      | деревня                 | ↘242      | Степной сельсовет         |
| 9  | Бурмистрово      | деревня                 | ↘1386     | Бурмистровский сельсовет  |
| 10 | Быстровка        | село                    | ↘1029     | Быстровский сельсовет     |
| 11 | Верх-Коён        | село                    | ↘596      | Верх-Коёнский сельсовет   |
| 12 | Гилево           | деревня                 | ↘108      | Гилёвский сельсовет       |
| 13 | Горевка          | деревня                 | ↘284      | Преображенский сельсовет  |
| 14 | Гусельниково     | село                    | ↘864      | Гусельниковский сельсовет |
| 15 | Девкино          | деревня                 | ↘110      | Гусельниковский сельсовет |
| 16 | Дзержинский      | посёлок                 | ↘57       | Верх-Коёнский сельсовет   |
| 17 | Дубинский        | посёлок                 | ↘20       | Верх-Коёнский сельсовет   |
| 18 | Евсино           | деревня                 | ↘602      | Шибковский сельсовет      |
| 19 | Евсино           | железнодорожная станция | ↘4695     | Евсинский сельсовет       |
| 20 | Елбаши           | село                    | ↘270      | Тальменский сельсовет     |
| 21 | Завьялово        | село                    | ↘1124     | Быстровский сельсовет     |
| 22 | Зональный        | посёлок                 | ↘50       | Мичуринский сельсовет     |
| 23 | Казарма 45 км    | разъезд                 | →50       | Совхозный сельсовет       |
| 24 | Калиновка        | деревня                 | ↘182      | Тальменский сельсовет     |
| 25 | Каменка          | посёлок                 | ↘105      | Преображенский сельсовет  |
| 26 | Керамкомбинат    | посёлок                 | ↘1788     | Промышленный сельсовет    |
| 27 | Китерня          | деревня                 | ↘186      | Верх-Коёнский сельсовет   |
| 28 | Койниха          | посёлок                 | ↘335      | Чернореченский сельсовет  |
| 29 | Лебедёвка        | село                    | ↗3356     | Совхозный сельсовет       |
| 30 | Легостаево       | село                    | ↘1196     | Легостаевский сельсовет   |
| 31 | Линёво           | рабочий посёлок         | ↘17 779   | рабочий посёлок Линёво    |
| 32 | Листвянский      | посёлок                 | ↘2593     | Листвянский сельсовет     |
| 33 | Логовой          | посёлок                 | ↘11       | Тальменский сельсовет     |
| 34 | Малиновка        | деревня                 | ↘203      | Легостаевский сельсовет   |
| 35 | Маяк             | посёлок                 | ↘502      | Совхозный сельсовет       |
| 36 | Михайловка       | деревня                 | ↘228      | Верх-Коёнский сельсовет   |
| 37 | Михайловка       | посёлок                 | ↘130      | Гилёвский сельсовет       |
| 38 | Мичуринский      | посёлок                 | ↗552      | Мичуринский сельсовет     |
| 39 | Морозово         | село                    | ↘594      | Морозовский сельсовет     |
| 40 | Мосты            | село                    | ↘332      | Усть-Чёмский сельсовет    |
| 41 | Нижний Коён      | деревня                 | ↘115      | Морозовский сельсовет     |
| 42 | Новолебедевка    | деревня                 | ↘172      | Шибковский сельсовет      |
| 43 | Новолокти        | село                    | ↘633      | Гилёвский сельсовет       |
| 44 | Новососедово     | деревня                 | ↘156      | Легостаевский сельсовет   |
| 45 | Озерки           | посёлок                 | ↘113      | Быстровский сельсовет     |
| 46 | Октябрьский      | посёлок                 | ↘129      | Степной сельсовет         |
| 47 | Первомайский     | посёлок                 | ↘365      | Улыбинский сельсовет      |
| 48 | Преображенка     | село                    | ↘585      | Преображенский сельсовет  |
| 49 | Раздольный       | посёлок                 | ↘96       | Степной сельсовет         |
| 50 | Рощинский        | посёлок                 | ↘533      | Чернореченский сельсовет  |
| 51 | Рябчинка         | посёлок                 | ↘201      | Чернореченский сельсовет  |
| 52 | Санаторный       | посёлок                 | ↗4        | Совхозный сельсовет       |
| 53 | Сельская         | железнодорожная станция | ↗200      | Совхозный сельсовет       |
| 54 | Советский        | посёлок                 | ↘374      | Быстровский сельсовет     |
| 55 | Сосновка         | село                    | ↘681      | Совхозный сельсовет       |
| 56 | Старососедово    | деревня                 | ↘168      | Легостаевский сельсовет   |
| 57 | Старый Искитим   | село                    | ↘706      | Чернореченский сельсовет  |
| 58 | Степной          | посёлок                 | ↘759      | Степной сельсовет         |
| 59 | Тальменка        | село                    | ↘1655     | Тальменский сельсовет     |
| 60 | Таскаево         | деревня                 | ↘247      | Шибковский сельсовет      |
| 61 | Тула             | посёлок                 | ↘190      | Быстровский сельсовет     |
| 62 | Улыбино          | село                    | ↘1500     | Улыбинский сельсовет      |
| 63 | Ургун            | деревня                 | ↗891      | Евсинский сельсовет       |
| 64 | Усть-Чём         | село                    | ↘526      | Усть-Чёмский сельсовет    |
| 65 | Факел Революции  | посёлок                 | ↘272      | Быстровский сельсовет     |
| 66 | Харино           | деревня                 | ↘130      | Усть-Чёмский сельсовет    |
| 67 | Целинный         | посёлок                 | ↘146      | Гилёвский сельсовет       |
| 68 | Чернореченский   | посёлок                 | ↗1854     | Чернореченский сельсовет  |
| 69 | Чупино           | деревня                 | ↘228      | Улыбинский сельсовет      |
| 70 | Шадрино          | деревня                 | ↘436      | Евсинский сельсовет       |
| 71 | Шибково          | деревня                 | ↘905      | Шибковский сельсовет      |
| 72 | 52 км            | железнодорожный разъезд | ↘65       | Совхозный сельсовет       |

| №  | Населённый пункт                       | Тип                     | Год упразднения |
| -- | -------------------------------------- | ----------------------- | --------------- |
| 1  | Архиповка                              | посёлок                 | 1968            |
| 2  | Атаманово                              | село                    | 1957            |
| 3  | Боровой                                | посёлок                 | 2002            |
| 4  | Бороздино                              | посёлок                 | 1957            |
| 5  | Верх-Ельцовский                        | кордон                  | 1977            |
| 6  | Весёлый                                | посёлок                 | 1977            |
| 7  | Вылково                                | деревня                 | 1933            |
| 8  | Гуселетово                             | село                    | 1957            |
| 9  | Дмитриевка                             | посёлок                 | 1970            |
| 10 | Дятлово                                | деревня                 | 1977            |
| 11 | Золотая Поляна                         | посёлок                 | 1968            |
| 12 | Ивановка (Легостаевский сельсовет)     | посёлок                 | 1968            |
| 13 | Ивановка (Чернореченский сельсовет)    | посёлок                 | 1968            |
| 14 | Койново                                | село                    | 1933            |
| 15 | Колывань                               | посёлок                 | 1970            |
| 16 | Кукуй                                  | посёлок                 | 1970            |
| 17 | Лебедевка (Легостаевский сельсовет)    | деревня                 | 1977            |
| 18 | Ложок                                  | железнодорожный разъезд | 1961            |
| 19 | Марксист                               | посёлок                 | 1977            |
| 20 | Мильтюш                                | село                    | 1957            |
| 21 | Михайловка (Гусельниковский сельсовет) | посёлок                 | 1970            |
| 22 | Ново-Георгиевский                      | посёлок                 | 1968            |
| 23 | Новопетровка                           | посёлок                 | 1979            |
| 24 | Новотроицкий                           | посёлок                 | 1968            |
| 25 | Петровский                             | посёлок                 | 1970            |
| 26 | Покровка                               | посёлок                 | 1970            |
| 27 | Рождественка                           | посёлок                 | 1977            |
| 28 | Светлово                               | посёлок                 | 1970            |
| 29 | Черноречка                             | деревня                 | 1933            |
| 30 | Шипуново                               | деревня                 | 1961            |

## Экономика
В районе расположен Горловский угольный бассейн с высококачественным антрацитом. Крестьянские артели добывали уголь со второй половины XIX века, наиболее известными были копи близ села Горлово, давшего название всему бассейну. Уголь использовался на месте, а также вывозился на медеплавильные заводы Алтая.
Из 11 известных месторождений бассейна детально разведаны и ныне эксплуатируются четыре: Листвянское, Горловское, Ургунское, Колыванское. Не так давно вблизи пос. Евсино построен крупнейший в стране электродный завод, использующий антрациты Горловского угольного бассейна.
Среди других предприятий промышленности действуют Евсинский комбикормовый комбинат, Линёвский комбинат стройматериалов, предприятие лёгкой промышленности «Сибтон», Легостаевский льнозавод, завод «Акустик» и деревообрабатывающий завод.
В районе хорошо развито сельское хозяйство. Его представляют 24 акционерных общества, один совхоз, две птицефабрики, 348 фермерских хозяйства, 37 подсобных хозяйств различных организаций, два опытных хозяйства Сибирского отделения Российской академии сельскохозяйственных наук и Сибирского отделения Российской академии наук. Район — крупнейший поставщик ценнейших сельхозпродуктов — зерна, овощей, мяса говядины, свинины и птицы.

## Образование и здравоохранение
В Искитимском районе 63 дневных общеобразовательных школы, из них 28 — средних, две вечерних школы, профессиональное сельское училище, 4 школы искусств. Здравоохранение населения района обеспечивают две городские больницы, 5 сельских участковых больниц и четыре амбулатории. В районе и городе действует 60 клубных учреждений, 41 библиотека. С довоенных лет и по настоящее время работает авиаклуб.

## Достопримечательности[19][20][21]
Зарегистрировано 7 памятников истории и 4 памятника архитектуры. В селе Завьялово восстановлена церковь, построенная в XVIII веке.

### Природные достопримечательности
- Бердские скалы;
- Водопад Бучило;
- Беловский водопад;
- Каменистая степь у села Новососедово;
- Новососедовская пещера;
- Государственный биологический заказник «Легостаевский» (площадь — 31900,1 га);
- Река Чесноковка
- Обское море.
- Шипуновский мраморный карьер

### Культурно-историческое наследие
- Храм Архистратига Божия Михаила, 1804 г., село Легостаево;
- Покровский монастырь в селе Завьялово, 1897 г.;
- Святой источник на месте расстрела заключенных Сиблага, Ложковский микрорайон;
- Кафедральный собор святителя Николая Мирликийских чудотворца;
- Храм в честь иконы Божией Матери Владимирская;
- Часовня в селе Быстровка;
- Памятник «Искитим — город, строящий города» — известняковая глыба — памятник в честь открытия градообразующего известнякового месторождения в 1929 г.;
- Мемориал Воинам-искитимцам, погибшим в годы ВОВ 1941—1945 гг.;
- Памятник Братьям-танкистам Томиловым, погибшим в годы Великой Отечественной войны;
- Памятник пограничнику И. В. Коротееву;
- Памятник Жертвам политических репрессий;
- Памятный знак о деревне Веснина, исчезнувшей в 1960 году;
- Дворец культуры Россия;
- Городской историко-художественный музей г. Искитима;
- Музей п. Степной;
- Районный дом культуры им. Ленинского Комсомола;
- Парк культуры и отдыха им. И. В. Коротеева.

### Промышленные предприятия
- Ургунский угольный разрез;.

## Выдающиеся жители
- Коротеев, Иван Васильевич (1914—1936) — советский пограничник, погибший при исполнении обязанностей во время советско-японского вооружённого конфликта 24 декабря 1936 года.родился в с. Горёвка.

Герои Советского Союза:
- Козлов Дмитрий Федорович;
- Лазарев Иван Александрович;
- Матвеев Федор Иванович;
- Одегов Леонид Яковлевич;
- Платонов Николай Евгеньевич;
- Подкопаев Степан Иванович;
- Скоков Иван Андреевич;
- Чумак Владимир Семёнович;
- Шахматов Семён Семёнович.

Полные кавалеры ордена Славы:
- Горбачев Николай Маркович;
- Дидигуров Александр Андреевич;
- Егоркин Александр Васильевич;
- Ехлаков Мартемьян Сарапионович;
- Сергеев Михаил Афанасьевич;
- Стазаев Николай Тимофеевич;
- Страхов Антон Алексеевич.

Герои Социалистического Труда
- Устюжанин, Василий Антонович (2 сентября 1927 года, д. Гуселетово — 13 июля 1990 года, Бердск)[24]